# Мераль Мендерес
Мера́ль Мендере́с (тур. Meral Menderes; 1933 — 27 грудня 2011) — турецька оперна співачка (сопрано).

## Ранні роки
Мераль Мендерес народилася в Кушадаси, іл Айдин, на заході Туреччини, у 1933 році. Перші уроки співу брала у Мюніра Джейхана в Стамбульській міській консерваторії. Надалі навчалася в новоствореній Оперній студії. Її наставниками були іноземні та турецькі викладачі вокалу.

## Кар'єра
Мендерес дебютувала на сцені 19 березня 1960 року, виконавши партію в опері «Тоска» Джакомо Пуччіні, поставленій у заснованій у 1959 році Стамбульській міській опері. Наступною її виставою була опера «Мадам Баттерфляй» Пуччіні. Серед її подальших ролей були Сантуцца в «Сільській честі» П'єтро Масканьї та партії в «Богемі» Пуччіні. В опері Пуччіні «Турандот», поставленій в Анкарі, вона виконувала як роль принцеси Турандот, так і рабині Лю. Вона виступала в таких операх, як «Макбет» Джузеппе Верді, роль Антонії в «Казках Гофмана» Жака Оффенбаха, «Бал-маскарад» Верді, «Продана наречена» Бедржиха Сметани та «Трубадур» Верді.
Вона була відома як сопрано з природним і звучним голосом у найвищому вокальному діапазоні. Мераль Мендерес була однією з перших оперних співачок республіканської ери. Вона виступала на сцені майже тридцять років.
У 2010 році, до 50-річчя заснування Стамбульської опери, Мендерес була удостоєна «Мистецької премії», врученої Ренгімом Гьокменом, генеральним директором Турецького державного театру опери та балету.

## Смерть
Мераль Мендерес померла у віці 78 років у своєму будинку в Малтепе, Стамбул, 27 грудня 2011 року. Її поховали на цвинтарі Кючюкьяли після прощальної церемонії, що відбулася в Оперному театрі Сюрейя, та релігійної служби в центральній мечеті Малтепе.